# Густав Форслінг
Густав Форслінг (швед. Gustav Forsling; 12 червня 1996, м. Лінчепінг, Швеція) — шведський хокеїст, захисник. Виступає за ХК «Лінчепінг» у Шведській хокейній лізі.
Вихованець хокейної школи ХК «Лінчепінг». Виступав за ХК «Лінчепінг».
В чемпіонатах Швеції — 32 матчі (3+2).
У складі молодіжної збірної Швеції учасник чемпіонату світу 2015. У складі юніорської збірної Швеції учасник чемпіонату світу 2014.

## Досягнення
- Володар Кубка Стенлі в складі «Флорида Пантерс» — 2024, 2025.